# John Tufton (4e comte de Thanet)
Pour les articles homonymes, voir Tufton.
John Tufton, 4e comte de Thanet (7 août 1638 - 27 avril 1680), est un homme politique et noble anglais. 

## Biographie
Il est le deuxième fils de John Tufton (2e comte de Thanet), de Margaret, fille de Richard Sackville (3e comte de Dorset) et Anne Clifford. Par son père, il est un arrière-arrière-petit-fils de William Cecil (1er baron Burghley). 
Il fait ses études au Collège d'Eton et Queen's College, Oxford. Il succède à son frère aîné Nicholas Tufton (3e comte de Thanet) dans le comté et entre à la Chambre des lords en novembre 1679. 
Lord Thanet est décédé célibataire en avril 1680, à l'âge de 41 ans. Il est remplacé dans le comté par son frère cadet, Richard. 
Il est également le haut shérif héréditaire de Westmorland de 1679 à 1680. 